# Japan Robot Association
Die Japan Robot Association (JARA) ist ein bedeutender Verband für Industriebetriebe aus dem Robotikbereich mit Sitz in Tokio (Japan).

## Geschichte
Gegründet wurde der Verband 1971 als Industrial Robot Conversatione. 1972 erfolgte eine Umbenennung und Reorganisation in Japan Industrial Robot Association (JIRA). Da sich das Aufgabengebiet des Verbandes nicht nur auf Industrieroboter erstreckt, wurde 1994 die Umbenennung in Japan Robot Association (JARA) vorgenommen.

## Hauptaktivitäten
Die Aktivitäten der JARA sind vielfältiger Natur. Einerseits werden Grundsätze und Visionen für die Roboterindustrie erarbeitet und festgelegt sowie Standardisierungsmaßnahmen im Robotikbereich gesetzt.
Andererseits zählen aber auch die die Förderung der roboterproduzierenden Industrie und die Marktforschung zum Aufgabenbereich der JARA.

## Mitglieder
Die Mitgliederliste der JARA umfasst zahlreiche bekannte und multinational agierende Industriekonzerne. Dazu zählen auch die europäischen Roboterhersteller ABB, KUKA AG und Stäubli.

## Ähnliche Organisationen
RIA (Robot Industries Association)